# نیک آکینز
نیک آکینز، (به انگلیسی: Nick Akins) (زاده ۱۹۶۰) کارآفرین، بازرگان و مدیر ارشد اجرایی آمریکایی است، که در حال حاضر به‌عنوان مدیر عامل اجرایی و رییس هیئت مدیره شرکت آمریکن الکتریک پاور فعالیت می‌کند.